# 穆拉德三世
穆拉德三世（1546年7月4日—1595年1月15日）是奥斯曼帝国的一位蘇丹，1574年至1595年在位。

## 生平

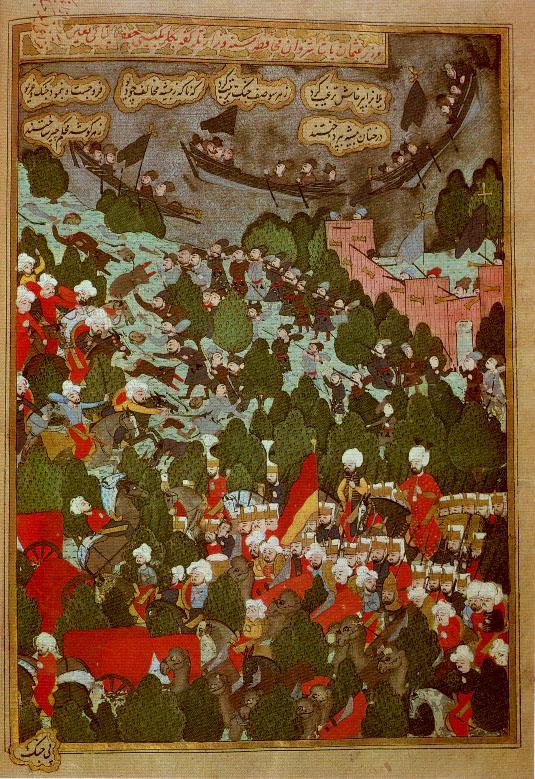
鄂圖曼與哥薩克人的戰爭

穆拉德三世是蘇丹塞利姆二世與蘇丹努爾巴努蘇丹所生的長子，並於1574年繼承父親皇位，登基為新任蘇丹。他的權力因奥斯曼帝国帝國文化的影響而受到損害，特別是先後被蘇丹皇太后努爾巴努蘇丹和他寵愛的蘇丹后莎菲耶蘇丹干政。在塞利姆二世以來所剩餘唯一的權力則由全能的大維齊爾索庫魯·穆罕默德帕夏的才幹所維持。雖然於1579年10月索庫魯被暗殺，但之前他仍繼續工作以維持穆拉德的權力。穆拉德的統治因為其與波斯和奧地利的戰爭、經濟的衰落和土耳其新軍制度的廢弛而“留名”史冊。
登基後，他從來沒有離開伊斯坦堡。他在位的最後幾年中，他甚至沒有離開托普卡帕宮和出席星期五聚禮，因為土耳其新軍威脅一旦他離開皇宮就廢黜他。